# Maxillaria grayi
Maxillaria grayi är en orkidéart som beskrevs av Dodson. Maxillaria grayi ingår i släktet Maxillaria och familjen orkidéer. Inga underarter finns listade i Catalogue of Life.